# Dosage colorimétrique
Un dosage colorimétrique est un type de dosage possible lorsqu'une réaction chimique donne des produits colorés et si l'intensité de la coloration est proportionnelle à la concentration de l'élément à doser. Les dosages colorimétriques s'appuient sur la loi de Beer-Lambert.
Un dosage colorimétrique est également possible en utilisant des indicateurs colorés tels que l'hélianthine, la phénolphtaléine, le vert de bromocrésol qui vont se colorer par exemple à pH différents et de ce fait, vont pouvoir indiquer quand on atteint le point d'équivalence. On parle alors aussi de titrage colorimétrique.

## Loi de Beer-lambert
La forme utilisée est la suivante :  {\displaystyle A=\epsilon \times l\times C}
- A : absorbance de la solution sans unité
- ε : coefficient d'extinction molaire en L×mol-1×cm-1 (parfois noté avec un ξ)
- l : longueur de cuve traversée par la lumière en cm
- C : concentration molaire en mol×L-1.

La mesure de l'absorbance est donnée par un spectrophotomètre qui mesure la densité optique.
Plus une solution est colorée, plus la lumière a du mal à traverser, donc plus l'absorbance de la solution augmente.

## Protocole général des dosages colorimétriques

### Conditions générales de réalisation
Pour réaliser un dosage colorimétrique, certaines conditions doivent être remplies :
- la réaction doit donner une coloration ou une opacité proportionnelle à la concentration ;
- la coloration ou l'opacité doit être stable le temps de faire les mesures ;
- le composé à analyser doit être en très faible concentration (sinon diluer) ;
- une gamme d'étalonnage doit être réalisée dans les mêmes conditions physico-chimiques que les essais ;
- la longueur d'onde du spectrophotomètre doit être celle qui permet la plus forte absorbance possible.

Si ces premières conditions sont remplies, un dosage colorimétrique peut être possible.

### Réalisation d'une gamme d'étalonnage
Pour régler le spectrophotomètre, la réalisation d'une gamme d'étalonnage est indispensable (y compris pour certains kits vendus dans le commerce). Cette gamme permet de déterminer une absorbance à une longueur d'onde donnée, pour un tube donné ou une cuve de spectrophotomètre de longueur donnée, pour une concentration en composé recherché. Il faut donc préparer une solution de l'élément à doser de faible concentration. Pour la réalisation de la gamme d'étalonnage et du dosage, le volume final de liquide dans chaque tube doit être identique. Or les volumes de réactifs doivent rester constants pour permettre la réaction, et les quantités (reliées aux concentrations) de composé à doser doivent varier dans chaque tube. Dans certaines méthodes de dosage, on complète avec de l'eau distillée à un même volume (par exemple 100 ml) en ajustant le niveau à un trait de jauge.

Un tube 0 ou blanc doit impérativement être réalisé pour annuler l'absorbance due aux réactifs eux-mêmes. Ce tube ne contient pas d'échantillon de composé à doser.

La réalisation d'une gamme d'étalonnage demande beaucoup de précision (utilisation de fioles jaugées, de pipettes...), et doit être, de préférence, réalisée dans les mêmes conditions que les essais et par le même opérateur.

### Réalisation d'un tableau colorimétrique
La réalisation d'un tableau colorimétrique permet d'éviter des erreurs lors de la réalisation de protocoles et de noter les résultats. Voici en exemple le tableau colorimétrique d'un dosage du glucose par le DNS.
| N° de tube                                         | 0    | 1     | 2     | 3     | 4     | 5     | x1    | x2         |
| Solution étalon de glucose à 0,01 mol/L en mL      | 0    | 0,3   | 0,6   | 0,9   | 1,2   | 1,5   | 0     | 0          |
| Prise d'essai en mL                                | 0    | 0     | 0     | 0     | 0     | 0     | 0,5   | 1,0        |
| Eau distillée en mL                                | 18,0 | 17,7  | 17,4  | 17,1  | 16,8  | 16,5  | 17,5  | 17,0       |
| DNS (réactif) en mL                                | 2,0  | 2,0   | 2,0   | 2,0   | 2,0   | 2,0   | 2,0   | 2,0        |
| Absorbance à 350 nm pour un tube/une cuve donné(e) | 0    | 0,205 | 0,494 | 0,748 | 1,022 | 1,280 | 0,668 | 1,340      |
| Quantité de glucose en µmol                        | 0    | 3,0   | 6,0   | 9,0   | 12,0  | 15,0  | 7,9   | hors gamme |

### Lecture des résultats

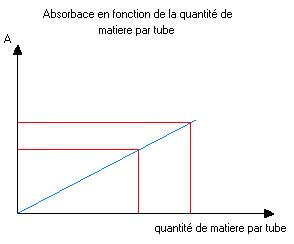
En bleu, la droite obtenue par une gamme d'étalonnage. En rouge, les absorbances (A) obtenues par deux essais qui, par lecture graphique, donnent la quantité de matière.

Après l'obtention des valeurs d'absorbance de la gamme d'étalonnage, on trace la courbe d'absorption en fonction des quantités (ou le plus souvent des concentrations) de composé. Une droite doit passer par l'origine du repère et être proche de chaque point d'étalonnage si la gamme a été bien réalisée (coefficient de corrélation supérieur à 99,95 %, par exemple).

On reporte à cette droite la valeur d'absorbance de l'essai (la solution initiale a été éventuellement microfiltrée) pour déterminer la quantité de composé présent. Pour remonter à la concentration en composé à analyser présent dans le milieu initial, on tient compte du volume de la prise d'essai et de la dilution éventuelle.